# Narodowy Stadion Rugby
Narodowy Stadion Rugby – obiekt znajdujący się w gdyńskiej dzielnicy Działki Leśne przy ul. Kazimierza Górskiego 10, w sąsiedztwie Stadionu Miejskiego i Gdynia Areny.
Gdyński obiekt jest pierwszym stadionem w Polsce specjalnie zbudowanym z myślą o grze w rugby. Budowa stadionu rozpoczęła się w 2008 roku, a zakończenie prac nastąpiło w 2009 roku Obecnie stadion wykorzystują rugbyści Arki Gdynia, piłkarze Bałtyku Gdynia oraz drużyna rezerw i juniorzy Arki Gdynia SSA, zaś od 2011 roku także pomorska drużyna futbolu amerykańskiego Seahawks Gdynia.

## Dane techniczne
- Pojemność: 2425
- Wymiary boiska: 120 x 74 m
- Wymiary trybuny (maksymalne): 104 x 22 m
- Powierzchnia użytkowa trybun: 1848 m²
- Natężenie oświetlenia:
  - dla treningu – 250 lx
  - dla rozgrywek bez transmisji telewizyjnej – 550 lx
  - dla rozgrywek transmitowanych przez telewizję – 1200 lx

## Inne
Do czasu wybudowania nowego stadionu GOSiR, na stadionie swoje mecze ligowe rozgrywały drużyny piłkarskie Arki i Bałtyku. Od sezonu 2011 swoje mecze na stadionie rozgrywa również drużyna futbolu amerykańskiego Seahawks Gdynia.
Wymiary boiska dla meczów piłkarskich to 100 x 68 m.